# Ose acide

L'acide ascorbique (Vitamine C).

L'acide glucuronique, un ose acide.

Un ose acide  est un ose dont un groupement alcool (-OH) a été oxydé en groupement acide.
Les familles principales d'oses acides sont :
- les acides aldoniques, où le groupe fonctionnel aldéhyde d'un aldose est oxydé.
- les acides uroniques, où le groupe fonctionnel hydroxyle terminal d'un aldose ou d'un cétose est oxydé.
- les acides aldariques, où les groupes fonctionnels terminaux d'un aldose sont oxydés.
- les acides ulosoniques, où le premier groupe hydroxyle d'un 2-cétose est oxydé créant un α-cétoacide.

## Exemples
Sont des oses acides :
- l'acide glucuronique
- l'acide ascorbique
- l'acide dicétogulonique
- l'acide tétrahydroxyadipique
- l'acide glycérique
- l'acide muramique
- l'acide sialique
- l'acide uronique
- l'acide gluconique
- l'acide tartrique
- l'acide tartronique